# Генрік Карл Петер Дам
Генрік Карл Петер Дам (дан. Carl Peter Henrik Dam; 21 лютого 1895, Копенгаген — 17 квітня 1976, Копенгаген) — данський біохімік та фізіолог. Був нагороджений Нобелівською премією з фізіології і медицини у 1943 році за відкриття вітаміну К.

## Біографія
Генрік Карл Петер Дам народився у столиці Данії, Копенгагені, 21 лютого 1895 року. Його батько — відомий фармацевт та історик фармації Еміль Дам. Його авторству належить фундаментальне дослідження з історії аптечної справи в Данії, написане разом з науковцем Оге Шеффером. Батько надіявся, що син піде по його стопах, але цього не сталось. У 1914 році молодий Генрік Дам поступив на навчання до політехнічного інституту (нині — Данський технічний університет). Закінчивши навчальний заклад у ступені бакалавра, певний час стажувався у відомого фізикохіміка Нільса Яніксена Б'єррума, який займався комплексними сполуками.
У 1923 році отримав посаду асистента в фізіологічній лабораторії Копенгагенського університету. До його нобелівського відкриття залишалося шість років. Втім, до цього часу він встиг в 1925 році пройти стажування у австрійського аналітика Фріца Прегля, нобелівського лауреата 1923 року за створення методів мікроаналізу речовин. З 1928 в створеному на гроші Рокфеллера Данському інституті біохімії і фізіологічної хімії Генрік Дам займався дослідженнями біохімії холестерину.
Він годував курчат знежиреною їжею, майже позбавленою холестерину. Через кілька тижнів такої «дієти» у піддослідних тварин починалися важкі крововиливи. Виявилося, кров у курчат перестала згортатися. Зрозуміло, першою гіпотезою було те, що на згортання крові впливає холестерин. Однак, додавання чистого холестерину також не рятувало курчат, зате рятувало додавання зерна. Науковець дійшов висновку, що справа не в жирі, а в невідомому «жиророзчинному факторі», який і впливає на згортання крові. Виявилось, що геморагічні ураження шкіри і м'язів пов'язані із відсутністю в їх раціоні речовини, названої ученим вітаміном K. Назва вітаміну походить від першої літери слова «коагуляція», яке німецькою та данською мовами починається з цієї букви.
Своє відкриття Генрік Дам опублікував у британському журналі Nature 27 квітня 1935 року. Існування вітаміну К було негайно підтверджене зарубіжними дослідниками, які також були на кроку до відкриття. Проте перед науковцем стояла необхідність виділити вітамін і встановити його структуру. Для цього Дам уклав партнерство з людиною, який вже прославився дослідженням і синтезом інших вітамінів і в 1937 році отримала за свої роботи Нобелівську премію з хімії, — швейцарцем Паулем Каррером.